# Psorospermum lanceolatum
Psorospermum lanceolatum är en johannesörtsväxtart som beskrevs av Emmanuel Drake del Castillo. Psorospermum lanceolatum ingår i släktet Psorospermum och familjen johannesörtsväxter. Inga underarter finns listade i Catalogue of Life.